# Prothèse totale de hanche
 (juin 2013).
Si vous disposez d'ouvrages ou d'articles de référence ou si vous connaissez des sites web de qualité traitant du thème abordé ici, merci de compléter l'article en donnant les références utiles à sa vérifiabilité et en les liant à la section « Notes et références ».

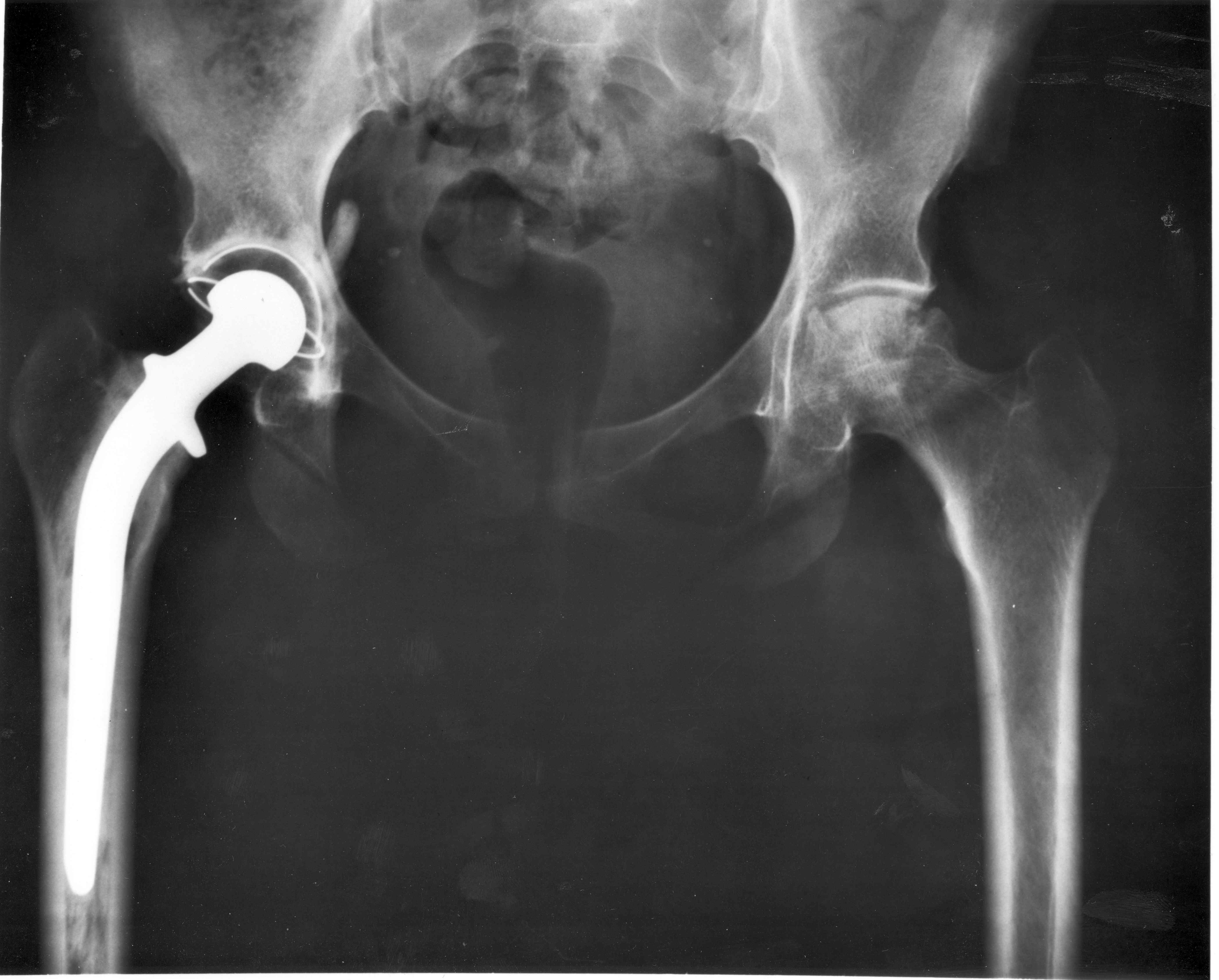
Radiographie d'une prothèse de hanche droite

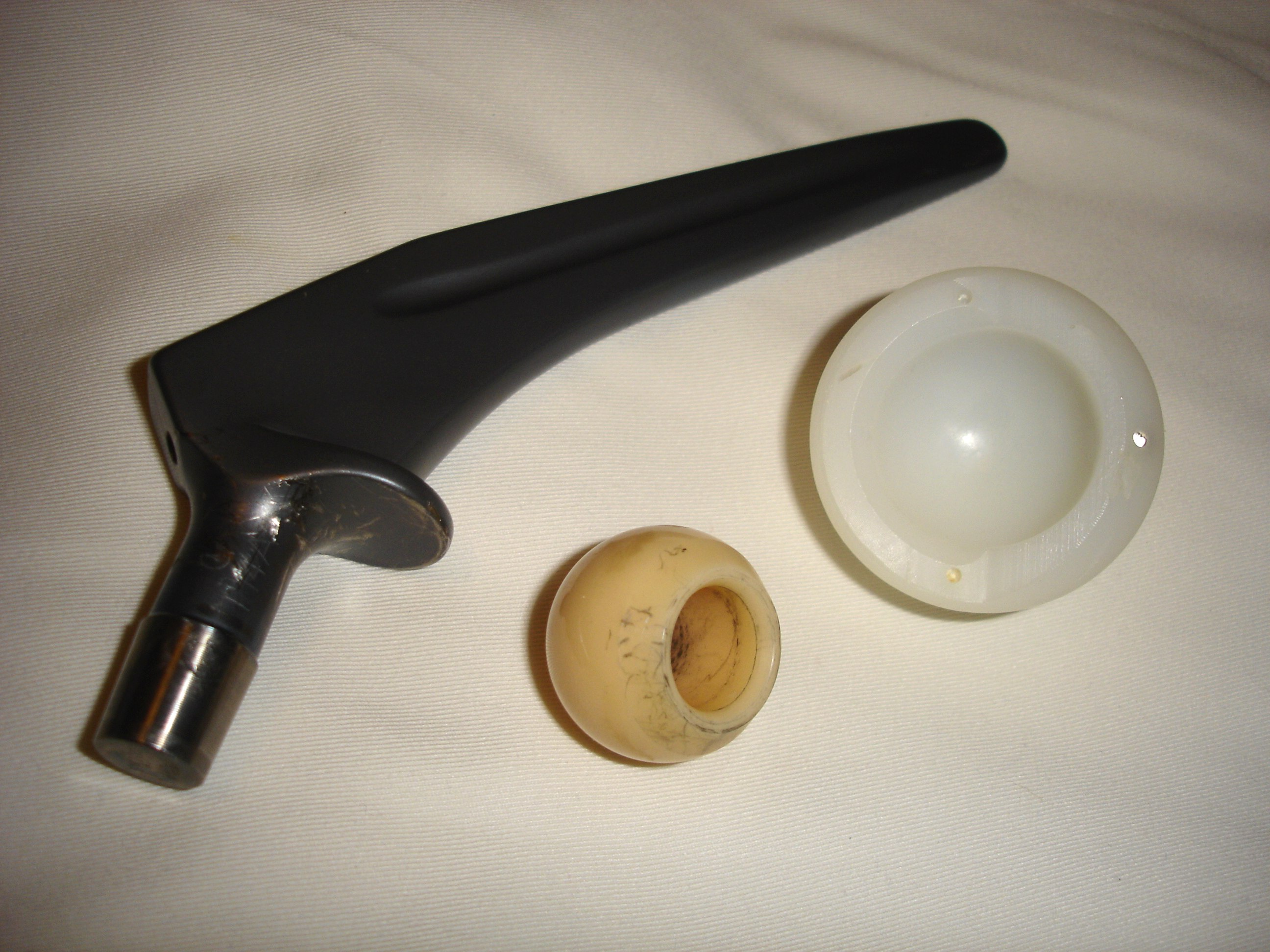
Une prothèse de hanche en titane, un couple de glissement constitué d'une tête fémorale en céramique et d'un cotyle en polyéthylène.

Une prothèse totale de hanche (PTH) est un dispositif articulaire interne qui vise à remplacer l'articulation de la hanche et lui permettre un fonctionnement quasi normal, en tout cas permettant la marche.
- Une PTH dite de « première intention » est une prothèse posée sur une hanche en principe « vierge », par opposition à 
  - la « reprise de PTH » ou même
  - la « PTH de reprise » d'une hanche déjà opérée, voire déjà infectée.

## Histoire des prothèses

### Prothèses de hanches 1920-1980
« Tantale servit aux Dieux les membres de son fils Pélops. Les Dieux indignés ressuscitèrent Pélops. Une épaule déjà mangée par Déméter fut remplacée par une articulation d’ivoire. »

— Ovide, Métamorphoses, livre VI, vers 410-415
Du fond de la mythologie, la première endoprothèse était née.
Au début du XXe siècle, les chirurgiens orthopédistes sont confrontés à deux types d’atteinte de la hanche: l’arthrose et la fracture du col du fémur. Les conséquences de l’arthrose sont connues. Avec l’usure, du cartilage disparaît, ce précieux revêtement qui permet le glissement harmonieux de la tête du fémur à l’intérieur de la cavité cotyloïdienne. Pour remplacer le cartilage perdu, de nombreux matériaux sont interposés entre la tête du fémur et le cotyle : plâtre, buis, caoutchouc, plomb, zinc, cuivre, or, argent ou fragment de vessie de porc …. 
Aucune de ces interfaces ne convient : trop fragile, trop mou, trop toxique.
Les premiers résultats convaincants sont obtenus, en 1923, par Smith-Petersen. Ce jeune chirurgien de Boston a déjà fait parler de lui en inventant au début de son internat une nouvelle voie d’abord antérieure de la hanche. Lors de son exercice il extirpe du dos d’un patient un éclat de verre resté en place une année et parfaitement supporté par l’organisme. L’observation de cette réaction lui donne l’idée d’une application orthopédique. Il fait construire de fins moules de verre qu’il interpose entre les deux surfaces de la hanche. Cette lentille de quelques millimètres d’épaisseur « guide le travail de réparation de la nature». Hormis sa fragilité l’inconvénient majeur de cette méthode reste la nécrose de la tête fémorale liée à la section des vaisseaux pendant l’opération.
À la même époque Hey-Groves (1922) propose une autre approche particulièrement intéressante dans les fractures du col. En effet lors de ce traumatisme la vitalité de la tête fémorale est compromise par le cisaillement des minces vaisseaux qui l’irriguent. Il remplace donc la tête dans sa totalité par une sphère d’ivoire de même calibre. Sa fixation est assurée par un manche qui traverse la diaphyse fémorale. La prothèse prend à la fois la place de la tête fémorale et de la surface articulaire qu’elle porte. Cette intervention reste un cas isolé bien que le résultat soit satisfaisant quatre ans après l’intervention.

#### Les prothèses fémorales
Malgré de nombreuses recherches le matériau idéal solide et bien toléré par l’organisme se fait attendre. Une solution est proposée en 1936 par le Dr. Venable. Après avoir expérimenté de longues années les effets de différents métaux sur l’os celui-ci conclut à la supériorité de l’alliage Chrome-Cobalt-Molybdène pour les applications orthopédiques. Il l’appelle Vitalium.
En 1939 Harold Bohlman reprend les travaux de Venable et met au point la première prothèse fémorale en métal (Vitalium). Celle-ci remplace la tête du fémur et le cartilage qui la recouvre. Cette solution fait disparaître le risque de nécrose rencontrée dans les suites des cupules d’interposition. Cependant une nouvelle question se pose : comment faire tenir cette tête prothétique ? Bohlman choisit de fixer la tête métallique à la corticale externe du col fémoral par un clou. Les deux premières opérations se soldent par un échec ce qui amène Bohlman à verticaliser le clou.
Durant les années qui suivent quelques tentatives voient le jour. Les résultats sont peu concluants et les interventions très peu nombreuses.
Ce sont les frères Judet qui conçurent, en France, en 1946, la première prothèse posée en nombre (on dénombrait moins de dix tentatives précédentes). Jean Judet n'avait jamais aimé le blocage de l’articulation (arthrodèse) proposé à l’époque pour soulager les arthroses sévères. Il préférait réséquer la tête fémorale pathologique et articulait le col fémoral dans le cotyle car « en arthrodèsant une hanche douloureuse, vous substituez une infirmité à une autre ». À partir de 1946 les deux chirurgiens remplacent la tête retirée par une sphère de même calibre en méthacrylate de méthyle plus connu sous le nom de plexiglas. Celle-ci est fixée sur un pivot traversant de part en part le col du fémur. Dans tous les cas les résultats immédiats sont bons puis décevants dès le moyen terme. Ces échecs sont dus à une intolérance aux débris d’usure de l'acrylique qui sera définitivement abandonné en 1949.
Austin Moore a déjà conçu avec Bohlman en 1940 une unique méga prothèse métallique. Le procédé de fixation révolutionnaire qu’il propose pour maintenir la tête fémorale date lui de 1950 : la tête métallique sera portée par une tige fichée dans le canal médullaire du fémur. Depuis cette date la quasi-totalité des implants fémoraux reprendront ce concept de tige intra médullaire.
À cette époque, Moore est le chirurgien de l'Hôpital Psychiatrique de l’État de Columbia, qui dispose de 7000 lits. Les fractures du col du fémur sont fréquentes chez des patients en général âgés, souvent en mauvais état général. Le pronostic de cette lésion est transformé. Quelques jours après l'opération les opérés évoluent dans les couloirs de l'hôpital ce qui est très nouveau. À l'époque la fracture du col du fémur était une cause de mort fréquente chez le vieillard. La prothèse de Moore est en Vitallium. Une fenêtre est pratiquée dans la queue prothétique pour permettre la repousse de l’os. Un trou est placé à la partie supérieure du col. Il sera utilisé, si nécessaire, pour extraire la prothèse.
Au début les poses s’effectuent par voie d’abord antérieure. L’opération est difficile et les résultats médiocres : les luxations sont fréquentes. Moore modifie donc la technique opératoire. Il utilise un abord de plus en plus postérieur que l’on surnommera en clin d’œil « l’abord du Sud » ou voie de Moore.
La prothèse fémorale simple prend en charge les pathologies liées à la tête fémorale. Cette solution est très utile pour traiter les fractures du col du fémur.
Toutefois dans l’arthrose, face à la tête métallique, le cartilage usé du cotyle reste inchangé. Ce traitement nécessite une prothèse totale ou la tête fémorale et le cotyle sont remplacés.

#### Les prothèses totales de hanche
De l'autre côté de l’Atlantique, Mac Kee cherche à résoudre le double problème posé par l’arthrose de hanche. L’usure du cartilage est bilatérale. Il propose de changer les deux surfaces. Son choix se porte sur le métal. La nouvelle tête fémorale roulera dans le cotyle osseux recouvert d’une coque métallique. Suivant son exemple le couple de glissement métal contre métal entre tête et cotyle deviendra la solution proposée pendant de nombreuses années par les concepteurs de prothèses de hanche.
Mac Kee conçoit un premier prototype en 1941 suivi d’une première pose … 10 ans plus tard. Ses recherches se poursuivront 40 ans. Dès ses débuts la fixation à l’os reste le problème principal. La pièce cotyloïdienne est fixée par une grosse vis postérieure inspiré des vis d’arthrodèses de l’époque. La pièce fémorale se fixe à la corticale diaphysaire par une plaque.
En 1951  Mac Kee implanta pour la première fois trois de ces prothèses totales de hanche. Dans deux cas la prothèse est en acier inoxydable et se descelle en moins d’un an. La troisième est en Vitalium, recommandé par Venable depuis 1936. Cet alliage ne présente pas cette tendance si commune au « grippage ». La prothèse resta en place plus de trois ans, avant que le col prothétique ne casse, ce qui redonne l’espoir au chirurgien après toutes ces années de travail.
En 1953, Mac Kee rencontre son confrère Américain, le médiatique Thompson. Celui-ci propose, depuis 1952, un modèle ressemblant à la prothèse de Moore mais sans fenêtre. Il le convainc de la fiabilité de la fixation de la prothèse fémorale par une tige intra médullaire. Le modèle suivant comporte donc une pièce fémorale type Thompson avec une tête un peu plus petite pour pouvoir s’articuler à l’intérieur du cotyle prothétique métallique.
Ce modèle est utilisé de 1956 à 1960. 26 personnes seront opérées. Les résultats sont assez satisfaisants à plus de 10 ans. Mais dans 10 cas sur 26 c’est un échec par descellement. À l’époque Mac Kee attribue cette mauvaise tenue des implants aux frottements répétés d’une pièce métallique sur l’autre. Pour résister à cette sollicitation, il cherche à améliorer le système de fixation des implants. La véritable cause de ces descellements ne sera comprise que bien plus tard.
Jusqu’en 1960 Mac Kee propose comme solution au problème posé : soit une tige Vitalium portant une grosse tête femorale s'articulant dans un cotyle métallique en Vitalium, et une tenue des deux composants par fixation mécanique ; soit une tige fémorale et une grosse vis cotyloïdienne.
Les résultats de ce type de prothèse sont inégaux. Malgré les améliorations apportées par Mac Kee, il persiste dans un grand nombre de cas des descellements précoces. À l’époque la cause en est attribuée au frottement ou « grippage » entre les deux pièces métalliques trop contraignant pour la méthode de fixation mécanique des implants.
Ce n’est que bien plus tard, en 1974, que l’on comprendra la raison véritable de ces descellements : l’organisme humain réagit face aux débris d’usure relargués dans la nouvelle articulation. Les macrophages éliminent les particules étrangères et s’attaquent, dans le même temps, à l’os environnant : c’est l’ostéolyse qui ronge l’os et fragilise la fixation prothétique.

#### Les prothèses totales cimentées
C'est le professeur John Charnley (1911-1982) qui est à l'origine d'une véritable révolution dans le domaine de la prothèse de la hanche.
Son concept s'appuie sur plusieurs principes complémentaires et totalement innovants : nouveaux matériaux, fixation au ciment, nouvelle taille de tête prothétique, nouvelle opération. C'est à partir de 1970 que plus d'un million de ses prothèses seront posées. Il s'en pose encore aujourd'hui.
Charnley proposa une diminution du frottement entre les deux surfaces articulaires, qui était responsable du « grippage » dans les prothèses métal-métal. C'est donc en 1959 qu'il mesura le coefficient de frottement d'une articulation normale et la compara à celui d'un patin glissant sur de la glace. Bien sûr, les technologies de l'époque ne permettaient pas encore de fabriquer des pièces articulées avec des coefficients de friction aussi faibles, surtout dans le cas des mouvements pendulaires lents et en pleine charge. Dans ses expériences, Charnley confirma néanmoins que les propriétés mécaniques de l’articulation venaient du cartilage articulaire et non du liquide synovial.
Charnley chercha un matériau pour remplacer le cartilage détruit dans le coxarthrose. Mais celui-ci devait offrir un faible coefficient de friction et pouvoir être toléré par l'organisme, c'est-à-dire biocompatible. À cette époque, c'était le  polytétrafluoroéthylène ou Téflon qui semblait remplir ces critères. C'est donc Charnley qui développa le concept d'articulation synthétique en recouvrant les surfaces articulaires d'une fine pellicule de ce plastique. Ces minces cupules donnèrent des résultats immédiats. Mais comme les cupules de Smith-Petersen, il y avait le problème de la nécrose ischémique. Les résultats ne furent pas au rendez-vous mais Charnley venait de faire l'expérience d'un nouveau matériau : le plastique.
En 1960 Charnley décida alors de diminuer encore le risque de descellement en diminuant le frottement entre la pièce fémorale et la pièce cotyloïdienne. Il s’éloigna du diamètre naturel d’une tête de fémur passant de 41 millimètres à 22 millimètres. La démonstration était mathématique : plus la tête fémorale est petite et moins la surface de frottement est importante. Ce fut la fameuse « prothèse à faible friction » (low-friction arthroplasty). Ce petit diamètre de tête fémorale avait un autre avantage : il laissait plus de place pour le cotyle en Téflon à l’intérieur de l’os cotyloïdien. L’épaisseur du cotyle a donc pu être augmentée.
Charnley s'intéressa aux prothèses de Moore qui résolvaient le problème de la nécrose ischémique en remplaçant la tête fémorale. Mais comme les frères Judet, elles ont le problème de descellement. Grâce aux travaux du docteur Wiltse publiés en 1957, Charnley retient la possibilité d’utiliser l’acrylique autodurci comme méthode de fixation prothétique. L’acrylique est déjà utilisé par les dentistes. À partir de 1959, les prothèses seront fixées avec du polyméthacrylate de méthyle qu’il appellera ciment à os. Une dizaine de patients ont été opérés et comme prévu, les résultats furent bien meilleurs que ceux obtenus avec la même prothèse sans ciment. Après avoir vu ces résultats, Charnley proposa donc de cimenter ses prothèses.
Afin d'améliorer les performances de ses prothèses au niveau du cotyle tout en diminuant encore le coefficient de frottement, il fera frotter sur le Téflon plutôt que sur du cartilage abimé. Sa prothèse devint alors totale. Pour le cotyle, il reprit ses premiers cotyles en Téflon et posa des prothèses que l’on peut qualifier d’hybrides, composées d’un cotyle de type « cartilage artificiel » de son invention en face d’un élément fémoral en métal, de type Moore, fixé au « ciment à os ». Les résultats furent assez bons ; mais le cotyle très fin s’usait rapidement et continuait à se desceller dans un grand nombre de cas.
Mais du fait que la tête fût plus petite, la pression que la cupule subissait était grande et s'usait de ce fait beaucoup trop vite. Charnley ne revint pas en arrière, persuadé que le principe de la petite tête était le bon, il préféra trouver un matériau plus solide que le Téflon. Il choisit en 1962 le polyéthylène. Ce matériau possède un coefficient de friction contre l’acier 5 fois supérieur au Téflon mais sa résistance à l’usure est 500 à 1000 fois supérieure. La prothèse de Charnley sera donc cimentée avec une petite tête métallique de 22 mm roulant dans un cotyle en polyéthylène.
Un nouveau problème se présenta chez les patients opérés : les petites têtes fémorales se luxaient plus fréquemment. Charnley essaya de changer sa voie d'abord et proposa une solution : la trochantérotomie. Cet abord, ancien, nécessite une incision latérale, ainsi qu'une section du grand trochanter pour dégager l’articulation. Celui-ci devra être cerclé avec des fils métalliques en fin d’intervention ce qui devait retendre les muscles fessiers, éléments stabilisateurs de la hanche. Cette technique p, définie précisément par Charnley, permettait de réduire grandement les risques de luxation avec une reprise de l'appui du côté opéré cinq semaines après l'opération.
Charnley proposa donc au monde orthopédique une triple solution au problème posé : la première était une baisse de friction et donc un faible taux d'usure par roulement d'une tête métallique de petit diamètre dans un cotyle épais en plastique polyéthylène, la seconde solution est une fixation des composants par un ciment acrylique, et la dernière est la voie d'abord : la section de l'os trochantérien pour retendre les muscles fessiers et diminuer les risques de luxation dues au petit diamètre de la tête fémorale prothétique
Ce trépied établissait un juste équilibre entre les trois risques : usure, descellement et luxation
Devant les résultats impressionnants de son concitoyen Charnley, Mac Kee commence à cimenter lui aussi ses prothèses en 1960. Il utilise le même ciment. Il fixe l’élément fémoral et l’élément cotyloïdien, ce que ne fait pas Charnley au début. La prothèse utilisée est métal-métal associant un composant fémoral de type Thomson à un cotyle qui perd sa grande vis postérieure du fait de la fixation au ciment.
C’est à cette époque que Farrar rejoint Mac Kee. Le problème principal auquel ils sont confrontés est le conflit entre le large col de la prothèse de Thomson et le bord du cotyle métallique dans les mouvements de grande amplitude. En 1961 le col est affiné. En 1965 l’élément fémoral est redessiné avec un col étroit à section biconcave comme sur la tige fémorale de Charnley.
En 1974, la persistance des descellements est enfin comprise : ce n’est pas la forme de la prothèse qui est en cause, ni le ciment, mais les débris métalliques dus aux frottements métal sur métal. Cette métallose induit une réaction de l’organisme source du descellement. Comme Charnley, Mac Kee et Farrar décident donc d’abandonner le couple métal-métal pour utiliser une cotyle polyéthylène à haute densité. Après 35 ans de loyaux services le couple métal-métal disparaît du paysage orthopédique dans l’attente du progrès des biomatériaux.
Toutefois ce changement de couple de friction ne suffira pas. Face aux têtes prothétiques de gros diamètre les cotyles en polyéthylène restent fins. L’usure est bien plus importante. Ceux-ci sont pulvérisés en quelques années. Les petites têtes fémorales de type Charnley permettent une plus grande épaisseur de plastique.
McKee commentait avec esprit en 1982: « we always learn more from our failures than our successes. »
Le Suisse Maurice Müller ne souhaite pas utiliser la voie d’abord proposée par Charnley. Il préfère à la section de l’os trochantérien une voie postérieure de Moore. Cette voie permet à ses patients une reprise de l’appui immédiat alors que la trochanterotomie préconisée par Charnley induit une période de non appui de plus d’un mois.
En contrepartie, le risque de luxation s’accroît avec la voie postérieure. Pour y remédier, Müller augmente dans un premier temps le diamètre de la tête fémorale de 22 mm à 32 mm. Le taux de luxation diminue mais l’usure du cotyle polyéthylène est alors plus importante. Le trépied proposé par Charnley doit trouver un nouvel équilibre. À partir de la voie postérieure considérée comme moins agressive un nouveau consensus s’établit entre luxation et usure. Le diamètre de la tête fémorale sera de 28 mm.
La forme de la tige cimentée proposée par Müller est également différente. Cette tige sera surnommée la prothèse « banane » à cause de sa forme. Le cotyle est également en polyéthylène.
Müller propose une variante à la triple solution proposée par Charnley :
- Friction faible par roulement d’une tête métallique de diamètre 28 mm dans un cotyle épais en plastique polyéthylène. Toutefois le taux d’usure sera plus important qu’avec une tête de 22 mm.
- Fixation des deux composants par un ciment acrylique comme pour Charnley.
- Voie d’abord postérieure ce qui permet une reprise immédiate de l’appui.

#### Les années 1970
Au début des années 1970 le monde de l’orthopédie connaît et analyse avec un certain recul, tant temporel que numérique, les résultats de la technique de Charnley. Ils sont bons et même très bons.
La fixation par le ciment résout le problème de la tenue des prothèses de hanche à tel point qu’elle devient obligatoire aux États-Unis à partir de 1972. En association le faible taux de friction entre petite tête métallique et cotyle permet de diminuer l’usure du couple de frottement.
Avant Charnley une prothèse devait durer 5 voire 10 ans, ce qui la réservait aux personnes les plus âgées. Avec Charnley, les prothèses durent souvent plus de 15 ans. Le temps passe. Au début des années 1980 les premiers descellements surviennent.
En occident, des centaines de milliers de prothèses totales de hanche sont posées chaque année. Merle d’Aubigné participe à la diffusion de ce type de prothèse en France à l’Hôpital Cochin où elles seront toujours posées jusqu'en 2010 par la même voie d’abord : la trochanterotomie.
Cependant certains éléments vont progressivement modifier l’utilisation systématique du ciment. Les patients ont changé. Il devient de moins en moins admissible de souffrir d’une maladie de la hanche et les opérés sont de plus en plus jeunes. Le travail demandé à l’articulation artificielle est de plus en plus proche d’une articulation normale avec reprise d’activité en force voire sportive.
« Le ciment acrylique se trouve donc peu adapté à ces nouvelles conditions. L’os humain, surtout chez le jeune sujet, est une structure évolutive en perpétuelle activité de remodelage en fonction des contraintes biomécaniques à la marche et à l’effort. » — Jean-Alain Epinette.

#### La poursuite des prothèses sans ciment entre 1970 et 1980
Durant cette période la prévalence des techniques proposées par Charnley est telle que les initiatives pour s’en éloigner sont peu nombreuses et le fait de personnalités marquantes.
Deux axes de recherches s’offrent à ces chirurgiens : l’exploration de nouveaux types de fixation plus performants que le ciment et celui d’un nouveau couple de friction : le couple céramique-céramique. Durant cette décennie ce couple prometteur est imaginé et adapté par un seul chirurgien, véritable précurseur, le français Dr Pierre Boutin,.
La fixation
En 1956, Siwash, un chirurgien soviétique, met au point en URSS la première prothèse totale de hanche à ancrage direct tant pour la tige que pour le cotyle. Très innovante, la surface extérieure de la pièce cotyloïdienne comporte trois couronnes d'aspérités tranchantes et fenêtrées en « pétales » ou en « rosace » destinées à l'ancrage osseux direct. Posée pour la première fois en 1956, ce concept, élaboré en URSS, passera inaperçu. Il sera découvert en Europe quinze ans plus tard.
Entre 1970 et 1980 différentes propositions de fixation de la tige fémorale sans ciment voient le jour : par Judet en France (1971) ; Lord En Angleterre (1974) ; Engh aux États-Unis (1977); Zweimüller en Autriche (1979)
Judet propose en 1971 une prothèse à ancrage direct. Il nomme cet alliage à base de cobalt le porométal parce que les billes qui le recouvrent sont séparées par des pores. Il pose 1611 de ces prothèses jusqu’en 1975, mais de nombreux échecs surviennent dues aux mauvaises caractéristiques mécaniques et métallurgiques des implants. Pourtant le coup d’envoi est donné et de nombreux modèles vont se développer en France.
En France, le Professeur Lord propose, en 1974, sa prothèse madréporique qui ressemble au corail vivant : le madrépore. Sa surface est composée de billes de 1 mm. Malheureusement cette tige présente plusieurs inconvénients : difficultés d’extraction majeures et mauvaise adaptation à long terme os-prothèse ce qui entraîne parfois une résorption osseuse autour de la tige. Ces problèmes ont alors suscité un certain discrédit sur ce type d’implant.
Aux États-Unis, l’utilisation du ciment acrylique en chirurgie est interdite jusqu’en 1967, puis devient obligatoire à partir de 1972. C’est en 1969 que Welsch et coll. commencent un travail de recherche considérable sur la fixation sans ciment. En 1971 naît un revêtement métallique poreux. C'est en 1977 qu'Engh commence à utiliser ce « porous-coat » sur la tige fémorale de ses prothèses.
En 1979 Zweimüller présente à Vienne une prothèse fémorale dont la particularité est sa forme pyramidale à section rectangulaire. Le principe de fixation est l’autoblocage cortical. La tige en titane présente une rugosité de 3 à 5 microns ce qui améliore la fixation primaire sur l’os. Après 25 ans de recul cette tige sans ciment donne d’excellents résultats à très long terme et est toujours abondamment posée.
Le couple de friction
Les céramiques seront exploitées pour la qualité de la friction céramique sur céramique et pour leur biocompatibilité qui permet un macro-ancrage. C’est P. Boutin, de Pau, qui ouvre la voie en 1970 avec une prothèse totale de hanche dont le cotyle est en céramique et la pièce fémorale en deux parties : une tête en céramique fixée sur un corps en acier.
Comme pour les couples précédents, métal-métal ou métal-plastique, la fixation des deux composants est un souci constant car le cotyle céramique accepte mal le ciment et la fixation de la tête sur la tige métallique, par collage ou vissage, est incertaine. En 1971 le cotyle devient non cimenté. L’ancrage est direct par des reliefs macro-géométriques de 1 mm. En 1975 des plis de surface sont pratiqués sur la tige ce qui permet une implantation sans ciment. En 1977 la tête céramique est fixée sur la tige par un emmanchement conique.
À l’issue de cette décennie s'ouvre le concept de la fixation sans ciment par traitement de surface ainsi que celui d'un nouveau couple de frottement dit dur-dur.

### Début 2000
Les techniques de fixation sans ciment se développent. La tige fémorale a une surface traitée qui permet son intégration à l’os. La solution choisie pour le cotyle est celle d’une coquille métallique impactée dans l’os spongieux : le « metal back ». Comme pour le fémur, sa surface extérieure est traitée par des mini reliefs qui permettent son intégration à l’os du bassin. Les surfaces de la tige et du cotyle prothétique sont volontiers recouvertes d’un composant primaire de l’os : l’hydroxyapatite. Ce fin revêtement accélère l’intégration des pièces métalliques.
De nouveaux couples de friction apparaissent. Le couple céramique-céramique prend son essor. La tête fémorale est fixée sur un cône morse, le cotyle est enchâssé dans une coque « metal back ». Un autre couple réapparaît depuis quelques années : le métal-métal. En effet grâce aux progrès d’usinage l’usure de ce couple est maintenant très faible.
Avec la bonne résolution des problèmes liés à l’implant, certains chirurgiens s’intéressent à l’évolution de la voie d’abord. Ces voies mini invasives par mini incision ont été décrites par voie antérieure et postérieure.
Une nouvelle dimension est donnée au respect de l’architecture de la hanche naturelle (notion d'offset). Le choix de la prothèse se fait sur des calques à la fois en longueur mais aussi en largeur. Ces implants s'adaptent à l’anatomie du patient afin de conserver les tensions musculaires inchangées.

### Aujourd'hui

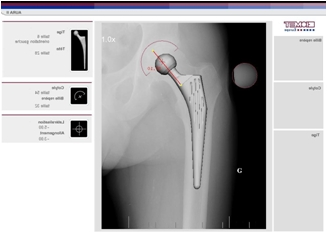
Planification d'une prothèse de hanche sur ordinateur

La prothèse totale de hanche (PTH) est une intervention chirurgicale dont l’efficacité et la régularité des résultats sont remarquables en assurant 
- le soulagement des douleurs ;
- l’amélioration de la fonction ;
- l'amélioration de la qualité de vie.

La longévité de la prothèse dépend de plusieurs facteurs dont les principaux sont le type d’implant, la méthode de fixation, la technique de pose (et donc le chirurgien et son équipe).
Actuellement, les prothèses totales de hanche (PTH) durent entre 15 et 20 ans dans la majorité des cas (environ 90 %). Néanmoins, cette durée varie d'un patient à l'autre. Plusieurs facteurs expliquent cette variation comme l'âge du patient ou son activité (plus la personne est active, moins la durée de vie de la prothèse est importante). De plus, certaines pratiques telles que les sports violents sont fortement déconseillées puisqu'elles contribuent à augmenter l'usure diminuant alors la durée de vie de la prothèse de hanche.
L’excellence des résultats de la prothèse de hanche pousse à étendre les indications de cette opération à des sujets 
- aux exigences fonctionnelles lourdes ;
- aux problèmes d’anatomie compliqués.

L'introduction des techniques de récupération rapide après chirurgie permet à présent la pose de prothèse totale de hanche en chirurgie ambulatoire pour certains patients

## Statistiques
En 2012 au Royaume-Uni, 86 488 interventions sur la hanche ont été réalisées avec 76 448 interventions primaires et 10 040 révisions.
En 2013, environ 285 000 interventions de ce type étaient réalisées chaque année, aux États-Unis,
En France, comme dans d'autres pays dans l'Union européenne, le nombre d'interventions d'arthroplastie totale de la hanche augmente au fil du temps.
- En 2001, le nombre de prothèse totale de hanche (PTH) était estimée à 100 000 par an[8]
- En 2005, un peu plus de 138 000 arthroplasties de hanche ont été réalisées en France, dont 120 000 arthroplasties de première intention et 18 000 de reprise[9].
- En 2010, le nombre de PTH était évalué à 147 513, avec un taux de reprise de 11,17 % (16 446 révisions)[10]. Le ratio par habitant de 226,4/100 000 en France est à peu près le même dans tous les pays d’Europe de l’Ouest (Allemagne, Angleterre…)[10]

- En 2018, 183 139 actes étaient codés en tant qu’acte principal en rapport avec la hanche, avec 148.965 actes de prothèse primaires dont 124.251 prothèses totales et 19.304 reprises de prothèses de hanche[11].

## Indications
- Coxarthrose (arthrose de hanche)
- Coxarthrose faisant suite à une fracture de l'acetabulum (communément appelé "cotyle")
- Ostéonécrose de la tête fémorale.
- Coxopathies rapidement destructrices (rhumatismale, infectieuse, tabétique, tumorale).
- Dysplasies coxo-fémorales au stade arthrosique
- Dé-arthrodèse

## Technique chirurgicale

### Choix de l'implant
Il y a différents types d'implant :
- implant inox, son avantage est d'être de faible coût mais il est de moins en moins utilisé à cause de son usure précoce.
- implant titane, il est d'une solidité extrême mais, hélas, le coût du matériel est très élevé. Il est sensible à la corrosion lorsqu'il est dans l'organisme humain. Il est cependant tout à fait biocompatible.
- implant polyéthylène, matière plastique spécialisée. Son avantage est d'être de la même densité que le tissu osseux, ce qui va favoriser l'ostéosynthèse. Capacité de glissement supérieure au niveau de l'articulation.
- implant céramique, quasi inusable, il a repoussé la limite statistique des 15 ans de durée de vie moyenne des prothèses. Son principal désavantage est sa fragilité en cas de choc et sa difficulté industrielle d'élaboration.

### Voies d'abord

Modifications architecturales avant et après la mise en place d'une prothèse totale de hanche

Un patient qui a besoin d'une prothèse de hanche en raison d'une destruction de son articulation (traumatique, dégénérative, tumorale, métabolique...) est opéré selon une voie d'abord antérieure ou postérieure.
Dans le cas général, l'intervention, réalisée sous anesthésie générale ou sous rachianesthésie, dure moins de deux heures et le saignement est inférieur à 500 cm3.

## Évolution post-opératoire
Un œdème (gonflement) apparaît au niveau de la hanche dans les heures ou jours qui suivent l'opération. Cet œdème est en général maximal 7 jours après l'opération, puis diminue et disparaît au fil des semaines. Seulement 5 % des patients ont encore un œdème 6 mois après l'opération.

## Surveillance et soins
Le patient est en général levé le lendemain en appui total et peut se déplacer avec des cannes béquilles vers le 3e ou 4e jour post opératoire. Il sort de l'hôpital vers cette date pour retourner à son domicile si les conditions le permettent ou pour être admis dans un centre de rééducation. Il restera sous anticoagulants, le plus souvent sous cutanés, pour 5 semaines habituellement. La durée de réhabilitation pour obtenir les pleins bénéfices de la prothèse et retrouver une marche correcte est habituellement d'un mois et demi.

## Résultats
Les résultats fonctionnels des prothèses de hanche font qu'à 6 mois, 1 personne sur 3 n'a plus du tout de douleur, et 1 sur 3 n'a plus qu'une légère douleur. En revanche, 1 personne sur 25 a une douleur sévère et 1 sur 200 une douleur extrême.
Il est possible d'améliorer ces résultats en utilisant les techniques de récupération rapide après chirurgie[réf. nécessaire].

## Complications

### Infection
L'infection après PTH est heureusement peu commune ; de nos jours, le chiffre de  0,5 % pour la PTH est admis en cas de PTH de première intention (Garvin KL et Hanssen AD., 1995), même chez l'obèse.
Le facteur pris isolément le plus important de prévention d'infection précoce serait le recours aux antibiotiques en péri-opératoire (Espehaug B, Engesaeter LB, Vollset SE, et al., 1997).
Une technique opératoire soigneuse, une réduction des allées et venues dans la salle d'opération (personnel néophyte, anesthésistes en nombre insuffisant...), des combinaisons spéciales pour les opérateurs et une circulation d'air à flux laminaire seraient de nature à réduire ce risque d'infection initiale  (Garvin KL et Hanssen AD., 1995).
L'infection dite tardive ou à distance de la prothèse serait le résultat de bactériémie.
Les directives de certaines institutions, telles que l'American Academy of Orthopaedic Surgeons (AAOS) sont en faveur de la prescription - au moins au cours des deux années qui suivent la pose de la prothèse -  d'antibiotiques de manière préventive à tous les candidats à un geste chirurgical dentaire ou autre susceptible de s'accompagner de bactériémie.

### Luxation

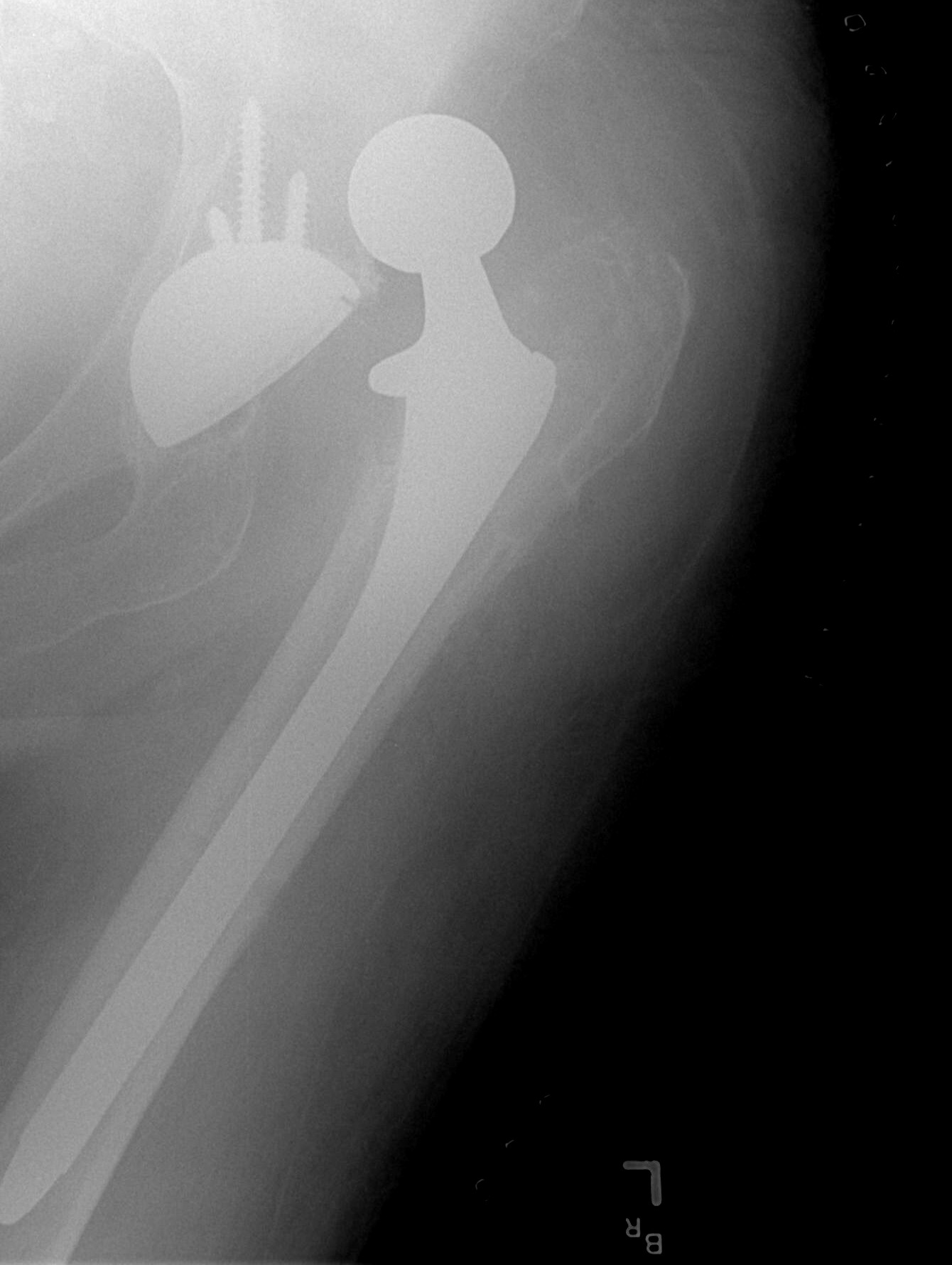
Luxation d'une prothèse de hanche.

La luxation de la prothèse peut être due à un problème de positionnement de celle-ci, de faiblesse musculaire, de balance des tissus mous lors de la chirurgie, d'anatomie, ou à l'imprudence du patient. Cette complication n'implique pas toujours la reprise. L'abord  postérieur est statistiquement plus à risque pour ce genre de complication, sauf en cas d'utilisation de prothèses double mobilité qui abaissent le risque de luxation à celui des voies antérieures tout en s'épargnant des complications des voies antérieures.
Afin d'éviter les luxations de PTH il faut respecter les restrictions suivantes soit :
Pour les 6 premières semaines:
- Ne pas plier la hanche à plus de 90°
- Demander de l'aide pour se laver, se chausser ou habiller la jambe opérée ou utiliser les aides techniques.

Pour les 3 premiers mois:
- Mettre un oreiller entre les jambes pour dormir, pas sous les genoux. Cela permettra d'éviter que la jambe soit en position d'adduction.
- Positions permises : sur le côté opéré, sur le ventre et sur le dos.
- Éviter de dormir sur le côté sain car la jambe saine est portée à aller en adduction.
- Utiliser un siège de toilette surélevé (selon la grandeur de la personne)

Pour les 6 premiers mois :
- Utiliser un banc de transfert pour prendre sa douche ou son bain.
- Interdiction d'aller s'asseoir dans le fond du bain

Mouvements à éviter à vie :
- Ne pas se croiser les jambes
- Ne pas coller les genoux ensemble si les pieds sont éloignés.
- Éviter de s'asseoir dans un fauteuil trop bas et profond.
- Éviter les sports de contact et de raquette[15].

### Complications peropératoires
- Lésion nerveuse (en particulier le nerf sciatique)
- Lésion vasculaire
- Fracture du fémur
- Lésion d'organe du petit bassin (vessie)
- "choc au ciment" équivalent d'une embolie pulmonaire

### Complications tardives

#### Usure du polyéthylène et ostéolyse
Elles sont en rapport avec les matériaux posés et l'activité du patient, qui est le problème principal mais n'est pas prévisible pour un patient et une prothèse donnée car elle dépend de multiples facteurs. Aussi, il est difficile de donner à un patient une estimation de la durée de vie de sa prothèse. Certes, chez les patients de moins de 55 ans, les patients très actifs physiquement, les patients obèses avec un Indice de masse corporelle élevé sont plus à risque pour un descellement précoce de l'arthroplastie. Les meilleures séries font état de plusieurs dizaines d'années pour le moment, mais surtout chez des patients peu actifs.
Pour pallier ce dernier problème, on a développé des prothèses utilisant des surfaces de frottement différentes du couple original de John Charnley (métal et polyéthylène), incluant métal-métal ou des céramiques industrielles dont les résultats sont très encourageants. Les propriétés tribologiques des polyéthylènes ont été perfectionnées, permettant de conserver les avantages du polyéthylène tout en s'affranchissant des complications de la céramique ou du métal. Le polyéthylène peut être soit un polyéthylène conventionnel ou un polyéthylène hautement réticulé. L’intérêt de l’utilisation de ce dernier réside dans l’amélioration de la résistance face à l’usure du polyéthylène, afin de limiter les risques de descellement aseptique. Le polyéthylène hautement réticulé (PE-X) est plus résistant que le polyéthylène classique (PE) grâce à sa structure chimique. La réticulation forme des liaisons covalentes entre les chaînes moléculaires, créant un réseau tridimensionnel. Cela améliore la résistance mécanique, la durabilité, et la stabilité thermique, tout en réduisant la déformation sous contrainte. 

#### Résorption de l'os au contact de la prothèse (stress shieldingau niveau de la tige fémorale)
Le "stress shielding" est une résorption osseuse causée par les sollicitations mécaniques de l'implant sur l'os au niveau de la tige fémorale. Cela entraîne sur le long terme une mobilité de l'implant avec le fémur. L'implant doit être alors remplacé par un autre avec une tige fémorale plus importante (plus longue et de plus gros diamètre) pour pallier ce problème.
Ce phénomène est dû aux différences de caractéristiques mécaniques entre la prothèse et l'os. Le module d'Young (ou module d'élasticité) des prothèses est généralement proche de 100 GPa alors que celui de l'os est de l'ordre de 30 GPa. Dans l'ensemble prothèse-os, les contraintes sont absorbées par le matériau ayant le module d'élasticité le plus élevé, c'est-à-dire la prothèse. L'objet de nombreuses recherches a donc été d'abaisser le module d'Young des alliages de titane utilisées dans ce type de prothèse. Il s'agit d'utiliser des éléments d'addition biocompatibles et des traitements thermo-mécaniques permettant d'obtenir une phase martensitique avec un effet superélastique.